# Copa del Rey de baloncesto 2024
La 88.ª edición de la Copa del Rey de baloncesto tuvo lugar en el Martín Carpena de Málaga del 15 al 18 de febrero de 2024. Real Madrid se proclamó campeón por 29.ª vez.

## Equipos participantes
Los ocho primeros clasificados después de la primera mitad de la temporada regular de la Liga ACB 2023-24, se clasificaron para el torneo. Siendo los cuatro primeros cabezas de serie.
- Real Madrid
- Unicaja Málaga
- F. C. Barcelona
- Dreamland Gran Canaria
- Valencia Basket
- UCAM Murcia
- Lenovo Tenerife
- Baxi Manresa

## Sorteo
El 15 de enero tuvo lugar en el Auditorio Christine Ruiz-Picasso del Museo Picasso Málaga el sorteo de emparejamientos de los cuartos de final.

## Árbitros
Los árbitros designados por la ACB para la 88.ª edición de la Copa del Rey de baloncesto fueron:
- Fernando Calatrava Cuevas (10 ediciones)
- Antonio Conde Ruiz (21 ediciones)
- Benjamín Jiménez Trujillo (13 ediciones)
- Miguel Ángel Pérez Pérez (18 ediciones)
- Rafael Serrano Velázquez (5 ediciones)
- Emilio Pérez Pizarro (19 ediciones)
- Carlos Peruga Embid (15 ediciones)
- Alfonso Olivares Iglesias (2 ediciones)
- Luis Miguel Castillo Larroca (4 ediciones)
- Sergio Manuel Rodríguez (3 ediciones)
- Juan Carlos García González (16 ediciones)
- Carlos Cortés Rey (12 ediciones)
- Arnau Padrós (2 ediciones)

## Resultados
|  | Cuartos de final      | Cuartos de final      |                       |     | Semifinales | Semifinales |  |  | Final | Final |
|  |                       |                       |                       |     |             |             |  |  |       |       |
|  | 15 de febrero de 2024 |                       |                       |     |             |             |  |  |       |       |
|  |                       |                       |                       |     |             |             |  |  |       |       |
|  | Real Madrid           | 84                    |                       |     |             |             |  |  |       |       |
|  | Real Madrid           | 84                    | 17 de febrero de 2024 |     |             |             |  |  |       |       |
|  | UCAM Murcia           | 79                    |                       |     |             |             |  |  |       |       |
|  | UCAM Murcia           | 79                    | Real Madrid           | 95  |             |             |  |  |       |       |
|  | 15 de febrero de 2024 |                       | Real Madrid           | 95  |             |             |  |  |       |       |
|  |                       | Valencia Basket       | 76                    |     |             |             |  |  |       |       |
|  | Gran Canaria          | Valencia Basket       | 76                    | 81  |             |             |  |  |       |       |
|  | Gran Canaria          |                       | 18 de febrero de 2024 | 81  |             |             |  |  |       |       |
|  | Valencia Basket       | 89                    |                       |     |             |             |  |  |       |       |
|  | Valencia Basket       | 89                    | Real Madrid           | 96  |             |             |  |  |       |       |
|  | 16 de febrero de 2024 |                       | Real Madrid           | 96  |             |             |  |  |       |       |
|  |                       | F. C. Barcelona       | 85                    |     |             |             |  |  |       |       |
|  | F. C. Barcelona       | F. C. Barcelona       | 85                    | 102 |             |             |  |  |       |       |
|  | F. C. Barcelona       | 17 de febrero de 2024 |                       | 102 |             |             |  |  |       |       |
|  | Baxi Manresa          | 91                    |                       |     |             |             |  |  |       |       |
|  | Baxi Manresa          | 91                    | F. C. Barcelona       | 108 |             |             |  |  |       |       |
|  | 16 de febrero de 2024 |                       | F. C. Barcelona       | 108 |             |             |  |  |       |       |
|  |                       | Lenovo Tenerife       | 76                    |     |             |             |  |  |       |       |
|  | Unicaja Málaga        | Lenovo Tenerife       | 76                    | 83  |             |             |  |  |       |       |
|  | Unicaja Málaga        |                       |                       | 83  |             |             |  |  |       |       |
|  | Lenovo Tenerife       | 91                    |                       |     |             |             |  |  |       |       |
|  | Lenovo Tenerife       | 91                    |                       |     |             |             |  |  |       |       |

## Cuartos de final
| 15 de febrero de 2024, 18:00 | Real Madrid                                               | 84–79                    | UCAM Murcia                                                              | |  |
|                              | Parciales: 25–17, 19–17, 19–22, 21–23                     |                          |                                                                          | |  |
|                              | Estadísticas Campazzo 16 Hezonja 7 Campazzo 4 Campazzo 25 | Reporte Pts Reb Asts Val | Estadísticas 17 Ennis 5 Sant-Roos, Todorović 4 Coupain 12 Caupain, Ennis | Pabellón: Martín Carpena, Málaga Asistencia: 9736 espectadores Árbitros: Emilio Pérez Pizarro, Benjamín Jiménez, Alfonso Olivares Televisión: Movistar + |  |

| 15 de febrero de 2024, 21:00 | Dreamland Gran Canaria                                        | 81–89                    | Valencia Basket                                     | |  |
|                              | Parciales: 18–17, 17–15, 19–16, 23–29 (T.E.: 4–12)            |                          |                                                     | |  |
|                              | Estadísticas Landesberg 25 Lammers 8 Brussino 5 Landesberg 24 | Reporte Pts Reb Asts Val | Estadísticas 17 Davies 12 Inglis 7 Inglis 22 Inglis | Pabellón: Martín Carpena, Málaga Asistencia: 9598 espectadores Árbitros: Miguel Ángel Pérez Pérez, Luis Miguel Castillo, Sergio Manuel Rodríguez Televisión: Movistar + |  |

| 16 de febrero de 2024, 18:00 | F. C. Barcelona                                                      | 102–91                   | Baxi Manresa                                      | |  |
|                              | Parciales: 22-23, 28-20, 24-28, 28-20                                |                          |                                                   | |  |
|                              | Estadísticas Parker 19 Hernangómez 10 Laprovittola 8 Laprovittola 25 | Reporte Pts Reb Asts Val | Estadísticas 17 Taylor 9 Vaulet 6 Taylor 16 Geben | Pabellón: Martín Carpena, Málaga Asistencia: 10 423 espectadores Árbitros: Juan Carlos García, Fernando Calatrava, Carlos Cortés |  |

| 16 de febrero de 2024, 21:00 | Unicaja Málaga                                                    | 83–91                    | Lenovo Tenerife                                | |  |
|                              | Parciales: 26–26, 23–19, 16–21, 18–25                             |                          |                                                | |  |
|                              | Estadísticas Osetkowski 16 8 Kravish Díaz, Taylor 4 Osetkowski 20 | Reporte Pts Reb Asts Val | Estadísticas 25 Doornekamp 9 Cook 7 Guy 30 Guy | Pabellón: Martín Carpena, Málaga Asistencia: 10 900 espectadores Árbitros: Antonio Conde, Rafael Serrano, Arnau Padrós |  |

## Semifinales
| 17 de febrero de 2024, 18:00 | Real Madrid                                                             | 95–76                    | Valencia Basket                                                                       | |  |
|                              | Parciales: 23-17, 25-22, 32-16, 15-21                                   |                          |                                                                                       | |  |
|                              | Estadísticas Musa 18 Tavares, Poirier 8 Campazzo 9 Campazzo, Poirier 22 | Reporte Pts Reb Asts Val | Estadísticas 12 Anderson, López-Arostegui 9 Inglis 4 Jones 13 Davies, López-Arostegui | Pabellón: Martín Carpena, Málaga Asistencia: 10 900 espectadores Árbitros: Carlos Peruga, Carlos Cortés, Luis Miguel Castillo |  |

| 17 de febrero de 2024, 21:00 | F. C. Barcelona                                                       | 108–76                   | Lenovo Tenerife                                                       | |  |
|                              | Parciales: 14-16, 40-8, 24-24, 30-28                                  |                          |                                                                       | |  |
|                              | Estadísticas Hernangómez 15 Hernangómez 7 Satoranský 7 Hernangómez 22 | Reporte Pts Reb Asts Val | Estadísticas 16 Abromaitis 4 Shermadini, Diop 4 Huertas 17 Abromaitis | Pabellón: Martín Carpena, Málaga Asistencia: 10 547 espectadores Árbitros: Juan Carlos García, Emilio Pérez Pizarro, Alfonso Olivares |  |

## Final
| 18 de febrero de 2024, 18:30 | Real Madrid                                               | 96–85                    | F. C. Barcelona                                               | |  |
|                              | Parciales: 19-19, 24-26, 23-18, 30-22                     |                          |                                                               | |  |
|                              | Estadísticas Campazzo 18 Yabusele 9 Campazzo 6 Poirier 34 | Reporte Pts Reb Asts Val | Estadísticas 19 Parker 8 Hernangómez 4 Laprovittola 17 Parker | Pabellón: Martín Carpena, Málaga Asistencia: 10 900 espectadores Árbitros: Antonio Conde, Rafael Serrano, Arnau Padrós |  |

| Campeones de la Copa del Rey 2024 |
| --------------------------------- |
| Real Madrid                       |
| 29.º título                       |

- MVP: Facundo Campazzo[8]

## Minicopa Endesa

### Final
| 18 de febrero de 2024 13:00 (CET) | Real Madrid                                                | 78–89                    | FC Barcelona                                                    | |  |
|                                   | Parciales: 20–21, 16–24, 20–21, 22–23                      |                          |                                                                 | |  |
|                                   | Estadísticas P. Mera 23 B. Manel 10 A. Fevry 2 B. Manel 20 | Reporte Pts Reb Asts Val | Estadísticas 22 M. Dabone 26 M. Dabone 9 J. Cerdán 48 M. Dabone | Pabellón: Martín Carpena, Málaga Asistencia: 4739 espectadores Árbitros: Cristóbal Sánchez, Roberto Lucas, Eduardo Prados |  |

| Campeones de la Minicopa Endesa 2024 |
| ------------------------------------ |
| F. C. Barcelona                      |
| 7.º título                           |

- MVP: Mohamed Dabone